# Aldair Sapalo Amaro Neto
Aldair Sapalo Amaro Neto (sinh ngày 22 tháng 7 năm 1994) đơn giản Aldair hay Aldair Neto, là một cầu thủ bóng đá người Bồ Đào Nha gốc Angola thi đấu cho Marítimo B ở vị trí tiền đạo.

## Sự nghiệp bóng đá
Vào ngày 9 tháng 8 năm 2014, Aldair có màn ra mắt cho Marítimo B trong trận đấu tại Giải bóng đá hạng nhất quốc gia Bồ Đào Nha 2014–15 trước Aves.